# Chasdaj Kreskas
Chasdaj ben Abraham Kreskas (1340, Barcelona - 1411, Zaragoza) byl katalánsko-židovský filozof, talmudista, halachista a aragonský rabín. V rámci judaismu kritizoval aristotelovský proud, který reprezentoval zejména Maimonides. Jeho nejvýznamnější filozofické dílo se nazývá Or Adonai (Světlo Pána), vyšlo roku 1410. Roku 1398 napsal rovněž známý traktát Odmítnutí základních principů křesťanství. Byl žákem Nissima Ben Reubena. Měl vliv na mladého Barucha Spinozu. Jeho přímým žákem byl Josef Albo. Roku 1378 byl uvězněn kvůli obvinění, že zneuctil křesťanskou hostii. Jeho jediný syn byl zavražděn během velkého pogromu v Barceloně roku 1391. Kreskas o masakru sepsal zprávu, která měla formu dopisu souvěrcům v Avignonu, a která je dnes cenným historickým zdrojem.